# گرواسیا وارطانیان
گرواسیا آلکسیی وارطانیان (ارمنی: Գերվասիա Ալեքսեյի Վարդանյան؛ زاده ۱۹۲۷ - درگذشته ۱۴ ژانویهٔ ۲۰۱۸) نقاش اهل ارمنستان بود.

## زندگی‌نامه
وی در ۸ آوریل ۱۹۲۷ در قاراکیلیسا به دنیا آمد و از کالج دولتی هنرهای زیبای پانوس ترلمزیان و انستیتو دولتی هنری و نمایشی ایروان فارغ‌التحصیل گشت. وی همچنین برنده جوایزی همچون نقاش شایسته ارمنستان شوروی (۱۹۸۷) شد. وی در ۱۴ ژانویهٔ ۲۰۱۸ در سن ۹۱ سالگی درگذشت.